# Saara-Maria Paakkinen
Saara-Maria Paakkinen (ur. 4 października 1941 w Pori, zm. 17 lipca 2005 w Hyvinkää) – fińska polityk, deputowana do Eduskunty, posłanka do Parlamentu Europejskiego IV kadencji.

## Życiorys
Ukończyła szkołę handlową w swojej rodzinnej miejscowości. Zaangażowała się w działalność polityczną w ramach Socjaldemokratycznej Partii Finlandii. Był radną i przewodniczącą rady miejskiej w Tuusuli. Od 1979 do 1995 pełniła funkcję deputowanej do Eduskunty. Po akcesji Finlandii do Unii Europejskiej od stycznia 1995 do listopada 1996 wykonywała mandat europosłanki w ramach delegacji krajowej, będąc członkinią grupy socjalistycznej.